# 中华人民共和国国家基本建设委员会

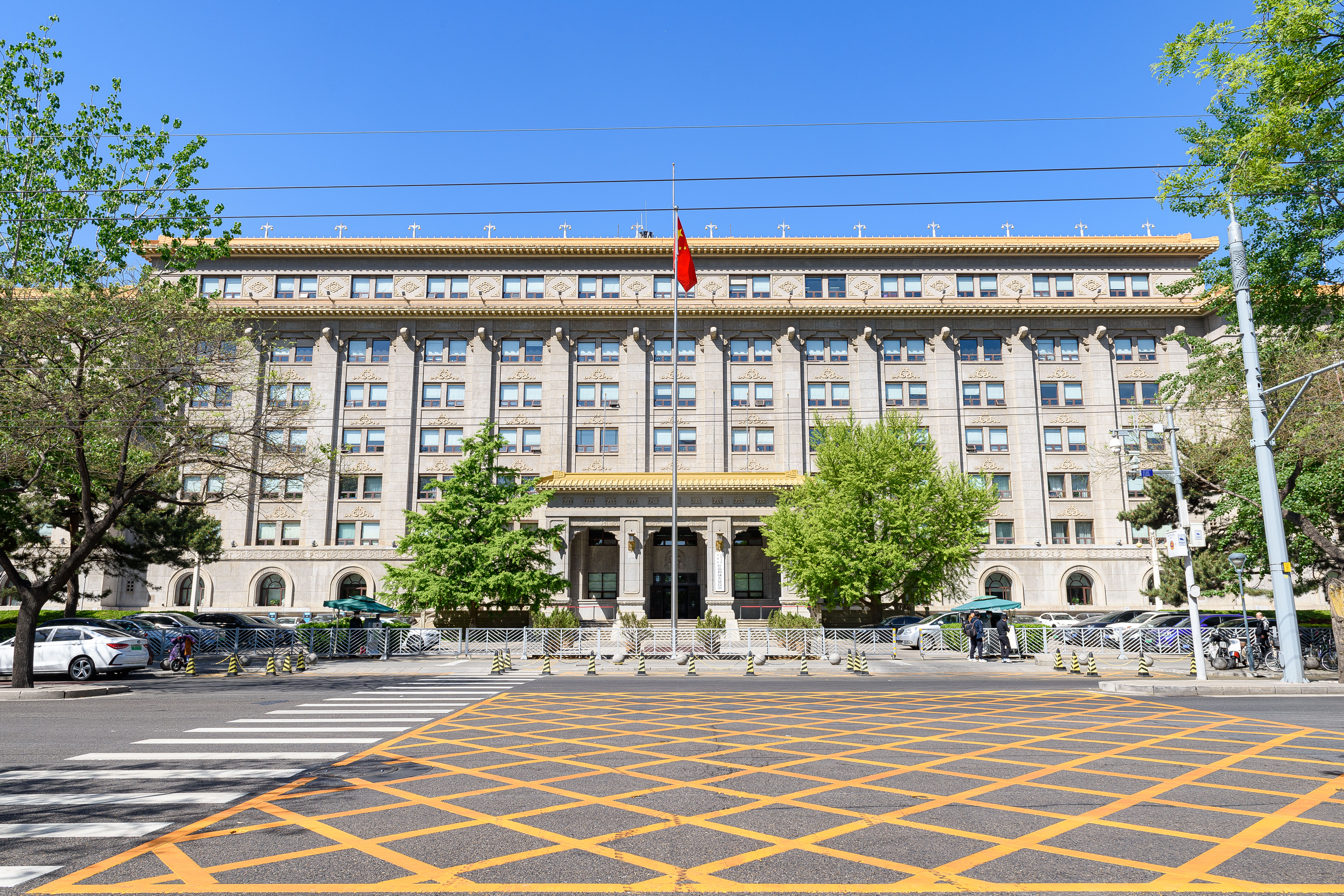
百万庄国家建委大楼（现住建部）

中华人民共和国国家基本建设委员会，简称国家建委，是已经撤销的中华人民共和国国务院部门。

## 历史沿革

### 国家建设委员会
- 1954年11月8日，中华人民共和国国家建设委员会成立，陈云任主任。
- 1955年7月1日，在国家建设委员会成立建筑技术局，筹建重大科学工程。
- 1958年2月11日，第一届全国人民代表大会第五次会议决定撤销国家建设委员会[1]。国家建设委员会所管理的工作，分别由中华人民共和国国家计划委员会、中华人民共和国国家经济委员会和中华人民共和国建筑工程部承接。

### 中央基本建设委员会
- 1958年9月19日，中共中央作出《关于成立中央基本建设委员会、计划委员会、经济委员会的决定》[2]，陈云兼任中央基本建设委员会主任。

### 国家基本建设委员会
- 1958年11月23日，第一届全国人民代表大会常务委员会第102次会议根据国务院建议，决定设立中华人民共和国国家基本建设委员会[3]。陈云兼任国家基本建设委员会主任。
- 1959年4月，国家基本建设委员会正式恢复设置，陈云被任命为国家基本建设委员会主任。
- 1961年1月30日，第二届全国人民代表大会常务委员会第三十五次会议决定撤销国家基本建设委员会，其业务合并到国家计划委员会。
- 1961年2月8日，中共中央做出了关于国家基本建设委员会与国家计划委员会、国务院工业交通办公室与国家经济委员会合并的决定。

### 国家基本建设委员会（第二次设立）
- 1965年3月24日，中共中央书记处第395次会议决定，重新成立国家基本建设委员会。
- 1965年3月27日，中共中央决定成立国家基本建设委员会，谷牧任主任。
- 1965年3月31日，全国人民代表大会常务委员会第五次会议通过了成立国家建委的决议。
- 1983年，国家基本建设委员会并入国家计划委员会。原国家基本建设委员会下设的国土局、施工管理局等一些部门并入国家计委。原国家基本建设委员会副主任吕克白转为国家计划委员会副主任后继续分管国土工作，徐青任国家计划委员会委员、国土局局长。
- 1988年7月1日，根据国务院机构改革决定，设立中华人民共和国建设部，国家计划委员会施工管理局等一些部门划归新组建的建设部。

## 历任主任
1. 薄一波（1954.11-1956.8）
2. 王鹤寿（1956.8-1958.2）
3. 陈云[4]（1958.9-1961.1）
4. 谷牧[5][6][7]（1965.4-1968.2）
5. 李良汉（军管会主任）（1968.2-1973.5）
6. 谷牧（1973.5-1980.12）
7. 韩光（1980.12-1985.2）

## 类似机构
- 苏联国家建设委员会